# 李光前 (雍正進士)
李光前，福建永安縣人，清朝政治人物。同進士出身。

## 生平
雍正十一年（1733年），登癸丑科進士，擔任直隶巨鹿縣知县。